# سكة حديد بكين شيجياتشوانغ فائقة السرعة
سكة حديد بكين شيجياتشوانغ فائقة السرعة (بالصينية: 京石客运专线) هي سكة حديد عالية السرعة في الصين، تربط بين العاصمة بكين ومدينة شيجياتشوانغ، عاصمة مقاطعة خبي. يبلغ طول الخط 281 كيلومترًا، وقد تم تصميمه لسرعة تشغيل تصل إلى 350 كم/ساعة. يشكل هذا الخط جزءًا من مشروع سكة حديد بكين – غوانغتشو – شينتشينغ – هونغ كونغ فائقة السرعة.

## التاريخ
بدأ بناء الخط في عام 2008، وافتُتح رسميًا في 26 ديسمبر 2012. يُعد الخط عنصرًا حاسمًا في شبكة السكك الحديدية الوطنية الفائقة السرعة، حيث يربط شمال الصين بجنوبها. وقد ساهم في تقليص زمن السفر بين بكين وشيجياتشوانغ من أكثر من أربع ساعات إلى نحو ساعة واحدة فقط.

## البنية التحتية
يتضمن الخط سبع محطات، منها محطتا النهاية في بكين الجنوبية وشيجياتشوانغ. يمتد عبر أنفاق وجسور، بما في ذلك نفق تايهانغ، الذي يُعد من أطول أنفاق السكك الحديدية في الصين.

## التكامل مع خطوط أخرى
يرتبط الخط مع خطوط فائقة السرعة أخرى، من بينها:
- خط بكين – غوانغتشو – شينتشينغ – هونغ كونغ
- خط شيجياتشوانغ – تاييوان
- خط شيجياتشوانغ – هانتشونغ قيد التطوير

## التأثير
ساهم الخط في تعزيز الترابط بين مناطق شمال ووسط الصين، كما أدى إلى تحسين الكفاءة الاقتصادية وخدمة التنقل بين المناطق الحضرية في شمال الصين.